# Марсело (футболіст)
Марсело Вієйра да Сілва Жуніор (порт. Marcelo Vieira da Silva Júnior; нар. 12 травня 1988, Ріо-де-Жанейро) — бразильський футболіст. В минулому лівий захисник клубу «Реал Мадрид» і національної збірної Бразилії.
Переможець Ліги чемпіонів УЄФА сезонів 2013–2014, 2015–2016, 2016-17, 2017-18 та 2021-22.

## Клубна кар'єра

### «Флуміненсе»
Народився 12 травня 1988 року в Ріо-де-Жанейро. Вихованець футбольної школи клубу «Флуміненсе». Дорослу футбольну кар'єру розпочав 2005 року в основній команді того ж клубу, в якій провів два сезони сезон, взявши участь у 28 матчах чемпіонату. Більшість часу, проведеного у складі «Флуміненсе», був основним гравцем захисту команди.

### «Реал»
До складу клубу «Реал Мадрид» приєднався на початку січня 2007 року. Наразі встиг відіграти за королівський клуб понад 250 матчів у національному чемпіонаті. За цей час тричі виборював титул чемпіона Іспанії та чотири рази ставав переможцем Ліги Чемпіонів Уєфа в сезонах 2013–2014, 2015–2016, 2016–2017, 2017-18 та 2021-22. У фіналі Ліги чемпіонів 2014 року став автором голу в ворота «Атлетіко». В фіналі ЛЧ 2015—2016 реалізував один із післяматчевих пенальті. Загалом Марсело завоював 25 трофеїв разом з «Реал Мадрид», що є рекордом для клубу.
Є віце-капітаном команди після Серхіо Рамоса.

## Виступи за збірні
2007 року залучався до складу молодіжної збірної Бразилії, разом з якою був учасником молодіжного чемпіонату світу 2007 року. На молодіжному рівні зіграв у 4 офіційних матчах.
2008 року захищав кольори олімпійської збірної Бразилії. У складі цієї команди провів 8 матчів, забив 2 голи. У складі збірної був учасником футбольного турніру на Олімпійських іграх 2008 року у Пекіні, на якому команда здобула бронзові олімпійські нагороди.
5 вересня 2006 року дебютував в офіційних матчах у складі національної збірної Бразилії в товариському матчі проти збірної Уельсу.
Став автором першого голу домашнього для бразильців чемпіонату світу 2014 року, зрізавши м'яч у власні ворота на 11 хвилині матчу-відкриття турніру проти збірної Хорватії 12 червня 2014 року. Таким чином увійшов в історію чемпіонатів світу, оскільки до цього жодного разу перший гол мундіалю не був автоголом.
У травні 2018 року був включений до заявки збірної Бразилії для участі у тогорічному чемпіонаті світу.
| Дата       | Місто                  | Господарі            | Результат             | Гості      | Турнір                | Голи | Примітки |
| ---------- | ---------------------- | -------------------- | --------------------- | ---------- | --------------------- | ---- | -------- |
| 05/09/2006 | Лондон                 | Бразилія             | 2 – 0                 | Уельс      | товариський матч      | 1    | 74'      |
| 05/06/2007 | Дортмунд               | Бразилія             | 0 – 0                 | Туреччина  | товариський матч      | -    |          |
| 26/03/2008 | Лондон                 | Швеція               | 0 – 1                 | Бразилія   | товариський матч      | -    | 73'      |
| 19/11/2008 | Гама                   | Бразилія             | 6 – 2                 | Португалія | товариський матч      | -    | 82', 85' |
| 10/02/2009 | Лондон                 | Бразилія             | 2 – 0                 | Італія     | товариський матч      | -    |          |
| 29/03/2009 | Кіто                   | Еквадор              | 1 – 1                 | Бразилія   | Відбір до ЧС 2010     | -    | 78'      |
| 05/09/2011 | Лондон                 | Бразилія             | 1 – 0                 | Гана       | товариський матч      | -    |          |
| 12/10/2011 | Торреон                | Мексика              | 1 – 2                 | Бразилія   | товариський матч      | 1    |          |
| 28/02/2012 | Санкт-Галлен           | Боснія і Герцеговина | 1 – 2                 | Бразилія   | товариський матч      | 1    |          |
| 25/05/2012 | Гамбург                | Бразилія             | 3 – 1                 | Данія      | товариський матч      | -    | 68'      |
| 30/05/2012 | Іст-Резерфорд          | США                  | 1 – 4                 | Бразилія   | товариський матч      | 1    | 62', 90' |
| 03/06/2012 | Арлінгтон              | Бразилія             | 0 – 2                 | Мексика    | товариський матч      | -    | 55'      |
| 09/06/2012 | Нью-Йорк               | Аргентина            | 4 – 3                 | Бразилія   | товариський матч      | -    | 90'      |
| 07/09/2012 | Сан-Паулу              | Бразилія             | 1 – 0                 | ПАР        | товариський матч      | -    | 39'      |
| 11/09/2012 | Ресіфі                 | Бразилія             | 8 – 0                 | КНР        | товариський матч      | -    |          |
| 11/10/2012 | Мальме                 | Бразилія             | 6 – 0                 | Ірак       | товариський матч      | -    |          |
| 21/03/2013 | Женева                 | Італія               | 2 – 2                 | Бразилія   | товариський матч      | -    | 78'      |
| 25/03/2013 | Лондон                 | Бразилія             | 1 – 1                 | Росія      | товариський матч      | -    |          |
| 02/06/2013 | Ріо-де-Жанейро         | Бразилія             | 2 – 2                 | Англія     | товариський матч      | -    | 46'      |
| 09/06/2013 | Порту-Алегрі           | Бразилія             | 3 – 0                 | Франція    | товариський матч      | -    |          |
| 15/06/2013 | Бразиліа               | Бразилія             | 3 – 0                 | Японія     | Кубок Конфедерацій    | -    |          |
| 19/06/2013 | Форталеза              | Бразилія             | 2 – 0                 | Мексика    | Кубок Конфедерацій    | -    |          |
| 22/06/2013 | Салвадор               | Італія               | 2 – 4                 | Бразилія   | Кубок Конфедерацій    | -    |          |
| 26/03/2013 | Белу-Оризонті          | Бразилія             | 2 – 1                 | Уругвай    | Кубок Конфедерацій    | -    | 75'      |
| 01/07/2013 | Ріо-де-Жанейро         | Бразилія             | 3 – 0                 | Іспанія    | Кубок Конфедерацій    | -    |          |
| 14/08/2013 | Базель                 | Швейцарія            | 1 – 0                 | Бразилія   | товариський матч      | -    |          |
| 07/09/2013 | Бразиліа               | Бразилія             | 6 – 0                 | Австралія  | товариський матч      | -    |          |
| 12/10/2013 | Сеул                   | Південна Корея       | 0 – 2                 | Бразилія   | товариський матч      | -    |          |
| 05/03/2014 | Йоганнесбург           | ПАР                  | 0 – 5                 | Бразилія   | товариський матч      | -    | 58'      |
| 03/06/2014 | Гояна                  | Бразилія             | 4 – 0                 | Панама     | товариський матч      | -    | 46'      |
| 06/06/2014 | Сан-Паулу              | Бразилія             | 1 – 0                 | Сербія     | товариський матч      | -    | 76'      |
| 12/06/2014 | Сан-Паулу              | Бразилія             | 3 – 1                 | Хорватія   | ЧС 2014 - 1-й етап    | -1   |          |
| 17/06/2014 | Форталеза              | Бразилія             | 0 – 0                 | Мексика    | ЧС 2014 - 1-й етап    | -    |          |
| 23/06/2014 | Бразиліа               | Камерун              | 1 – 4                 | Бразилія   | ЧС 2014 - 1-й етап    | -    |          |
| 28/06/2014 | Белу-Оризонті          | Бразилія             | 1 – 1 д.ч. (3-2 п.п.) | Чилі       | ЧС 2014 - 1/8 фіналу  | -    |          |
| 04/07/2014 | Форталеза              | Бразилія             | 2 – 1                 | Колумбія   | ЧС 2014 - чвертьфінал | -    |          |
| 08/07/2014 | Белу-Оризонті          | Бразилія             | 1 – 7                 | Німеччина  | ЧС 2014 - півфінал    | -    |          |
| 26/03/2015 | Париж                  | Франція              | 1 – 3                 | Бразилія   | товариський матч      | -    | 90'      |
| 29/03/2015 | Лондон                 | Бразилія             | 1 – 0                 | Чилі       | товариський матч      | -    | 76'      |
| 05/09/2015 | Гаррісон               | Бразилія             | 1 – 0                 | Коста-Рика | товариський матч      | -    |          |
| 09/09/2015 | Фоксборо (Массачусетс) | США                  | 1 – 4                 | Бразилія   | товариський матч      | -    |          |
| 09/10/2015 | Сантьяго               | Чилі                 | 2 – 0                 | Бразилія   | Відбір до ЧС 2018     | -    |          |
| 01/09/2016 | Кіто                   | Еквадор              | 0 – 3                 | Бразилія   | Відбір до ЧС 2018     | -    |          |
| 07/09/2016 | Манаус                 | Бразилія             | 2 – 1                 | Колумбія   | Відбір до ЧС 2018     | -    | 79'      |
| 11/11/2016 | Белу-Оризонті          | Бразилія             | 3 – 0                 | Аргентина  | Відбір до ЧС 2018     | -    | 48'      |
| 24/03/2017 | Монтевідео             | Уругвай              | 1 – 4                 | Бразилія   | Відбір до ЧС 2018     | -    | 57'      |
| 29/03/2017 | Сан-Паулу              | Бразилія             | 3 – 0                 | Парагвай   | Відбір до ЧС 2018     | 1    |          |
| 01/09/2017 | Порту-Алегрі           | Бразилія             | 2 – 0                 | Еквадор    | Відбір до ЧС 2018     | -    | 80'кап.  |
| 10/11/2017 | Лілль                  | Японія               | 1 – 3                 | Бразилія   | товариський матч      | 1    | 59'      |
| 14/11/2017 | Лондон                 | Англія               | 0 – 0                 | Бразилія   | товариський матч      | -    |          |
| 23/03/2018 | Москва                 | Росія                | 0 – 3                 | Бразилія   | товариський матч      | -    |          |
| 27/03/2018 | Берлін                 | Німеччина            | 0 – 1                 | Бразилія   | товариський матч      | -    |          |
| 03/06/2018 | Ліверпуль              | Бразилія             | 2 – 0                 | Хорватія   | товариський матч      | -    | 60'      |
| 10/06/2018 | Відень                 | Австрія              | 0 – 3                 | Бразилія   | товариський матч      | -    | 67'      |
| 17/06/2018 | Ростов-на-Дону         | Бразилія             | 1 – 1                 | Швейцарія  | ЧС 2018 - 1-й етап    | -    | кап.     |
| 22/06/2018 | Санкт-Петербург        | Бразилія             | 2 – 0                 | Коста-Рика | ЧС 2018 - 1-й етап    | -    |          |
| 27/06/2018 | Москва                 | Сербія               | 0 – 2                 | Бразилія   | ЧС 2018 - 1-й етап    | -    | 10'      |
| 06/07/2018 | Казань                 | Бразилія             | 1 – 2                 | Бельгія    | ЧС 2018 - чвертьфінал | -    |          |
| Усього     |                        | Матчів               | 59                    |            | Голів                 | 6    |          |

## Титули та досягнення

### Командні
«Реал Мадрид»
- Чемпіон Іспанії (6): 2006-07, 2007-08, 2011-12, 2016-17, 2019-20, 2021-22
- Володар Суперкубка Іспанії (5): 2008, 2012, 2017, 2019, 2021
- Володар Кубка Іспанії (2): 2010-11, 2013-14
- Переможець Ліги Чемпіонів УЄФА (5): 2013-14, 2015-16, 2016-17, 2017-18, 2021-22
- Володар Суперкубка УЄФА (3): 2014, 2016, 2017
- Переможець Клубного чемпіонату світу (4): 2014, 2016, 2017, 2018

«Флуміненсе»
- Переможець Кубка Лібертадорес (1): 2023
- Переможець Ліги Каріока (1): 2023
- Переможець Рекопи Південної Америки (1): 2024

Бразилія
- Бронзовий призер Олімпійських ігор (1): 2008
- Срібний призер Олімпійських ігор (1): 2012
- Срібний призер Панамериканських ігор (1): 2003
- Переможець Кубку конфедерацій (1): 2013
- Чемпіон Південної Америки (U-17) (1): 2005

### Особисті
- Збірна Світу ФІФА (6): 2012, 2015, 2016, 2017, 2018, 2019
- Включений до команди року УЄФА: 2011